# لوتز ليندمان
لوتز ليندمان (بالألمانية: Lutz Lindemann)‏ (13 يوليو 1949 في ألمانيا - ) هو مدرب كرة قدم ولاعب كرة قدم ألماني (وحمل سابقاً جنسية ألمانيا الشرقية) في مركز الدفاع. شارك مع منتخب ألمانيا الشرقية لكرة القدم. أما مع النوادي، فقد لعب مع كارل زايس يينا وFC Rot-Weiß Erfurt ‏ وFSV Wacker 90 Nordhausen ‏.

## وصلات خارجية
- لوتز ليندمان على موقع الاتحاد الأوربي (الإنجليزية)
- لوتز ليندمان على موقع قاعدة بيانات كرة القدم.إي يو (الإنجليزية)
- لوتز ليندمان على موقع بيانات كرة القدم. دي إي (الألمانية)
- لوتز ليندمان على موقع ناشيونال فوتبول تيمز (الإنجليزية)
- لوتز ليندمان على موقع عالم كرة القدم.نت (الإنجليزية)